# Tourtrol
Tourtrol – miejscowość i gmina we Francji, w regionie Oksytania, w departamencie Ariège.
Według danych na rok 1990 gminę zamieszkiwały 194 osoby, a gęstość zaludnienia wynosiła 39 osób/km² (wśród 3020 gmin regionu Midi-Pireneje Tourtrol plasuje się na 869. miejscu pod względem liczby ludności, natomiast pod względem powierzchni na miejscu 1488.).